# آندره-لویس دبیرن
آندره-لویس دبیرن (فرانسوی: André-Louis Debierne‎؛ زاده ۱۴ ژوئیهٔ ۱۸۷۴ – درگذشته ۳۱ اوت ۱۹۴۹) یک شیمی‌دان اهل فرانسه بود.